# Listă de scriitori elvețieni
Aceasta este o listă de scriitori elvețieni.

## B
- Peter Bichsel
- Albert Bitzius
- Johann Jakob Bodmer
- Hermann Burger

## C
- Blaise Cendrars

## D
- Erich von Däniken

## F
- Max Frisch

## G
- Jeremias Gotthelf

## K
- Gottfried Keller
- John Knittel

## L
- Hugo Loetscher

## M
- Conrad Ferdinand Meyer
- Adolf Muschg

## P
- Marcus Pfister

## R
- Charles-Ferdinand Ramuz
- Milo Rau
- Rainer Maria Rilke
- Édouard Rod

## S
- Johanna Spyri
- Peter Stamm

## W
- Robert Walser
- Urs Widmer
- Johann Rudolf Wyss

## Z
- Heinrich Zschokke